# Arabisk socialisme
|  | Denne side er foreslået slettet hurtigt – da den er oprettet som følge af hærværk eller redigeringsfejl. |

Arabisk socialisme er en form for styremåde der aldrig har fungeret